# Monaguillo

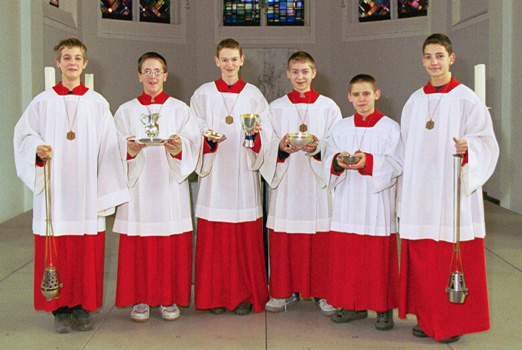
Monaguillos y objetos litúrgicos

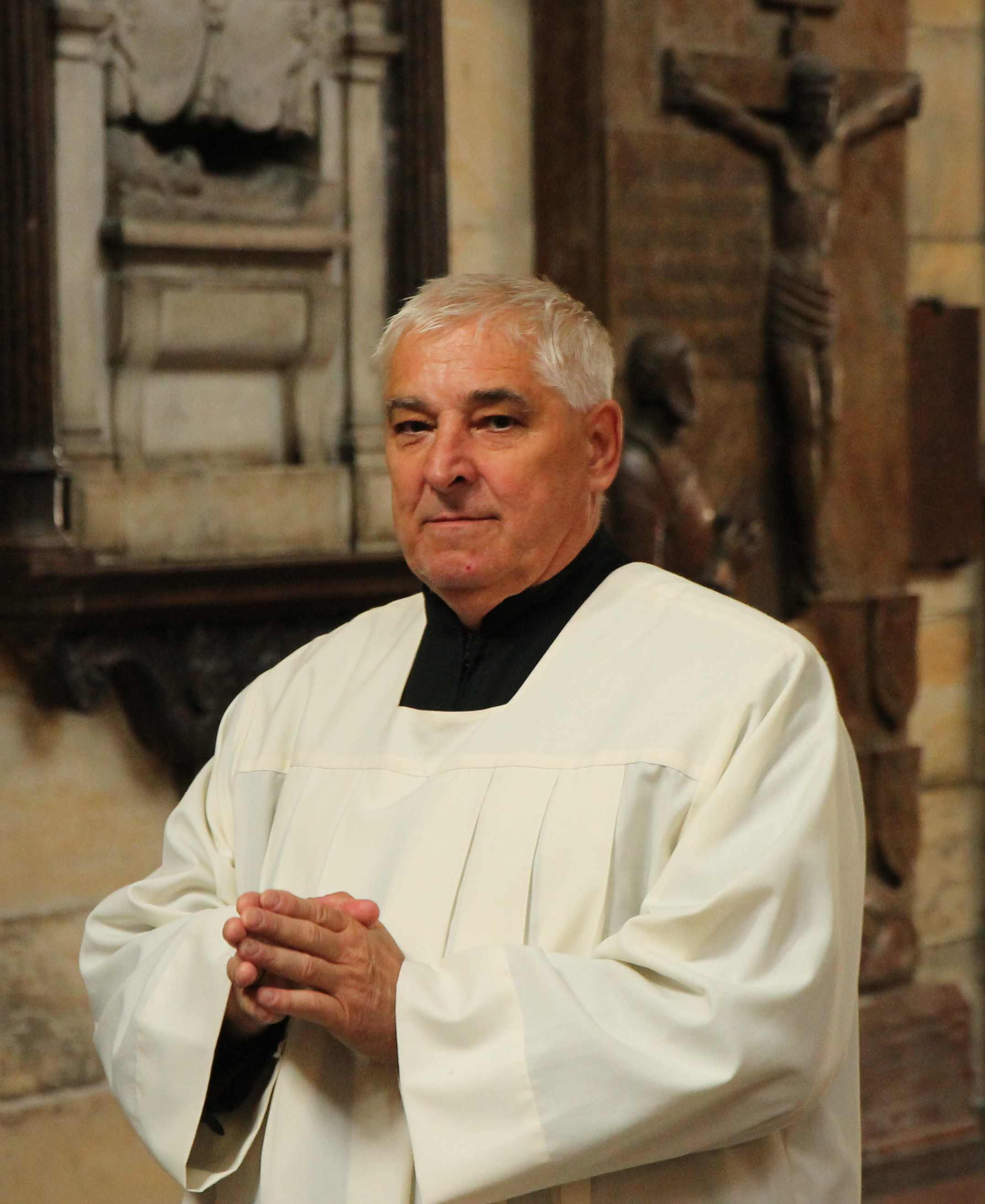
Monaguillo checo, Michal Karas, en la catedral de Praga

Monaguillo (del sustantivo en desuso mónago, del latín eclesiástico: monăchus, monje, con el diminutivo -illo), también monacillo, con el sentido de pequeños clérigos. Es el nombre dado a quienes ayudan en la liturgia católica, especialmente durante el servicio de la misa. Generalmente se aplica a niños, pero puede referirse a adultos o a mujeres.
Desde la mitad del siglo XX, se prefiere referirse a los mismos como acólitos, reservando el uso de monaguillo para los ministros extraordinarios, es decir quienes no han sido nombrados solemnemente.
Sus funciones son:
1. Atender al servicio del altar, llevando al ministro el misal, los cálices o la patena.
2. Prestar su servicio en las diversas procesiones, por ejemplo, portando la cruz, los cirios, el incensario o el evangeliario.
3. Atender en el ofertorio a la recogida de los dones.